# 塚原仲晃
塚原 仲晃（つかはら なかあきら、1933年11月11日 - 1985年8月12日）は、日本の医学者・大脳生理学者・脳神経学者。大阪大学基礎工学部教授。医学博士。

## 人物
京都府京都市生まれ。東京大学医学部卒業。1963年に東京大学より医学博士を授かる。博士論文の題は「A contribution of internuncial activity to motoneuronal discharges（前柱細胞発射にたいする介在細胞活動の関与について）」。
36歳で大阪大学教授に就任。シナプス、記憶に関する研究においては世界をリードしていたとの評価もある。当時の日本を代表する脳神経学者の一人でもあった。
1986年から開始予定であった文部省特定研究「脳の可塑性」の責任者であったが、同研究に関する文部省との打ち合わせのため上京。その後、羽田空港発大阪空港行の日本航空123便で、日本航空123便墜落事故に巻き込まれ死亡。51歳没。

## 塚原仲晃記念賞
ブレインサイエンス振興財団により、塚原の研究業績を記念し、塚原仲晃記念賞が創設された。

## 著作
- 『脳の可塑性と記憶』（紀伊國屋書店、1987年）　ISBN 4314004916　（※2010年、「岩波現代文庫」にて復刊。）